# IOS 10
iOS 10은 iOS 9의 후속으로 애플에서 개발한 iOS 모바일 운영 체제의 10 번째 주요 배포판이다. 2016년 6월 13일에 열린 Worldwide Developers Conference에서 발표되었으며 2016년 9월 13일에 배포되었다. 후속 버전은 2017년 6월 5일에 발표된 iOS 11이다.
iOS 10은 3D Touch 및 잠금 화면의 변경 사항을 통합했다. 메시지에는 추가로 이모티콘이 포함되어 있으며 타사 앱은 iMessage에서 기능을 확장 할 수 있고, 지도에는 인터페이스가 새롭게 디자인 되었으며 타사 기능이 새로 추가되었고, 홈 앱은 "HomeKit"을 지원하는 액세서리를 관리하며, 사진에는 알고리즘 검색 기능이 추가되었다. Siri는 워크 아웃 앱 시작, IM 전송, Lyft 또는 Uber 앱 요청 및 지불 기능 사용과 같은 타사 앱에 특화된 요청과 호환되도록 하였다.
iOS 10의 반응은 대부분 긍정적이었다. 리뷰어들은 iMessage, Siri, Photos, 3D Touch 및 잠금 화면의 중요한 업데이트를 환영했다. iMessage에 대한 타사 확장 지원은 사용자 인터페이스가 이해하기 어렵다고 비판 받았지만 "플랫폼이 되었다"라고 평가했다. Siri의 타사 통합은 음성 비서는 이전보다 더 똑똑 해지지 않았다고 비판 받았지만 "훌륭했다"고 평가되었다. 리뷰어는 Photos의 이미지 인식 기술에 깊은 인상을 받았지만 여전히 경쟁사보다 높은 오류율로 "진행중인 작업"이라고 지적했다. 3D Touch는 "마침내 유용하다고 느껴지고" "OS의 거의 모든 부분에서 작동한다"라고 평가 받았다. 잠금 화면은 "이전보다 훨씬 사용자 특화할 수 있다."라고 했고, 리뷰어들은 전화를 잠금 해제 할 필요없이 알림 창을 확장하여 더 많은 정보를 볼 수 있다는 것에 즐거워했다.
출시 후 1개월 만에 iOS 10이 54%의 iOS 장치에 설치되어 iOS 9 릴리스보다 "약간 더 느린 마이그레이션"이 이루어졌으며 이것은 "일부 사용자에 대해 업데이트를 다운로드하지 못하도록 하는" 초기 릴리스 문제로 인한 것으로 추측되었다. 사용자 적용은 2017년 1월에 활성 장치의 76%로 증가했으며 2017년 6월에는 86%로 증가했다.
아이폰 5, 아이폰 5C, 아이폰 5S, 아이폰 6, 아이폰 6 플러스, 아이폰 6S, 아이폰 6S 플러스, 아이폰 SE, 아이폰 7, 아이폰 7 플러스, 아이팟 터치 (6세대), 아이패드 (4세대), 아이패드 에어, 아이패드 에어 2, 아이패드 미니 2, 아이패드 미니 3, 아이패드 미니 4, 아이패드 프로에서 호환된다.

## 지원 기기
| - 아이폰 5 - 아이폰 5C - 아이폰 5S - 아이폰 6 - 아이폰 6 플러스 - 아이폰 6S - 아이폰 6S 플러스 - 아이폰 SE (1세대) - 아이폰 7 - 아이폰 7 플러스 | - 아이팟 터치 (6세대) | - 아이패드 (4세대) - 아이패드 에어 - 아이패드 에어 2 - 아이패드 (5세대) - 아이패드 미니 2 - 아이패드 미니 3 - 아이패드 미니 4 - 아이패드 프로 (12.9인치 1세대) - 아이패드 프로 (12.9인치 2세대) - 아이패드 프로 (9.7인치) - 아이패드 프로 (10.5인치) |

## 같이 보기
- MacOS 시에라